# Todor Trayanov
Todor Trayanov (tiếng Bulgaria: Тодор Траянов; sinh 30 tháng 5 năm 1995) là một cầu thủ bóng đá Bulgaria hiện tại thi đấu ở vị trí tiền vệ cho Pirin Blagoevgrad.

## Sự nghiệp
Trayanov bắt đầu sự nghiệp ở Pirin Blagoevgrad. Vào tháng 1 năm 2015, anh gia nhập Septemvri Simitli theo dạng cho mượn đến hết mùa giải 2014–15.
Vào tháng 6 năm 2015, Trayanov trở về Pirin. Anh ra mắt cho câu lạc bộ trong trận hòa 0–0 sân khách trước Levski Sofia ngày 30 tháng 8.